# 安藤正裕
安藤正裕(1972年4月1日—)是一位已退休的日本足球運動員，场上位置为後衛及中場，11年的足球生涯效力過7支球隊，於33歲時在大宮松鼠退休。